# Tiabendazol

Estrutura molecular do Tiabendazol.

Tiabendazol é um parasiticida pertencente a classe dos benzimidazois há muito tempo utilizado como antihelmintico, que também vem sendo utilizado contra fungos(PLUMB,1999). Sua ação ocorre através da inibição da enzima fumarato redutase, que bloqueia a função mitocôndrial, privando-os da obtenção de energia e, causando a morte do parasito(LYNN,2003)
Tiabendazol é um medicamento antiparasitário conhecido comercialmente como Foldan ou Benzol.
Esse
medicamento de uso oral e tópico é indicado para o tratamento de
escabiose e outros tipos de micose na pele. Sua ação inibe a energia das
larvas e ovos dos parasitas, que acabam enfraquecidos e eliminados do
organismo.
O Tiabendazol pode ser encontrado nas farmácias em forma de pomada, loção, sabonete e comprimidos.

## Indicações do Tiabendazol
Escabiose; estrongiloidíase; larva cutânea; larva visceral; dermatites.

## Efeitos colaterais do Tiabendazol
Náusea;
vômito; diarreia; falta de apetite; boca seca; dor de cabeça; vertigem;
sonolência; ardor na pele; descamação; vermelhidão na pele.

## Contraindicações do Tiabendazol
Gravidez risco C; mulheres em fase de lactação; úlcera no estômago ou duodeno; hipersensibilidade a qualquer componente da fórmula.

## Modo de uso do Tiabendazol
Uso Oral
Escabiose (Adultos e Crianças)
- Administrar 50 mg de Tiabendazol por kg de peso corporal, em dose única. A dose não deve ultrapassar  3g por dia.

Estrongiloidíase
- Adultos: Administrar 500 mg de Tiabendazol para cada 10 kg de peso corporal, em dose única. Cuidado para não ultrapassar 3 g por dia.
- Crianças: Administrar 250 mg e Tiabendazol para cada 5 kg de peso corporal, em dose única.

Larva cutânea (Adultos e crianças)
- Administrar 25 mg de Tiabendazol por kg de peso corporal, 2 vezes ao dia. O tratamento deve ter duração de 2 a 5 dias.

Larva visceral (Toxocaríase)
- Administrar 25 mg de Tiabendazol por kg de peso corporal, 2 vezes ao dia. O tratamento deve ter duração de 7 a 10 dias.

Uso Tópico
Pomada ou loção (Adultos e crianças)
Escabiose
- À

```
noite, antes de dormir deve-se tomar um banho quente e secar bem a
```

pele. Posteriormente, aplique o medicamento sobre as áreas afetadas
pressionando suavemente. Na manhã seguinte, deve-se repetir o
procedimento porém aplicando o medicamento em menor quantidade. O
tratamento deve ter duração de 5 dias, se não houver melhora dos
sintomas poderá ser continuado por mais 5 dias. Durante esse tratamento é
```
importante ferver as roupas e lençóis para evitar qualquer risco de
```

renovação da infecção.
Larva cutânea 
- Aplicar

```
o produto sobre a área afetada, pressionando durante 5 minutos, 3 vezes
ao dia. O tratamento deve ter duração de 3 a 5 dias.
```

Sabonete (Adultos e crianças)
- O

```
sabonete deve ser usado como um complemento do tratamento com a pomada
```

ou loção. Basta lavar as áreas afetadas durante o banho até produzir
bastante espuma. A espuma deve secar e em seguida a pele deve ser bem
lavada. Ao sair do banho aplique a loção ou pomada.

## Usos

### Fungicida
É utilizado principalmente para controlar o bolor, pragas, e outras doenças causadas por fungos em frutos (laranjas, por exemplo) e vegetais, mas também é usado como um tratamento profilático para a doença holandesa do ulmeiro.
O uso no tratamento de aspergilose tem sido relatado.

### Parasiticida
Como um antiparasitário, é capaz de controlar lombrigas (tais como aqueles que causam estrongiloidíase), ancilostomídeos, e outras espécies de helmintos que atacam animais silvestres, gado e seres humanos. 
Como medicamento antiparasitário de uso oral e tópico, é indicado para o tratamento de escabiose, outros tipos de micose na pele, estrongiloidíase, larva cutânea, larva visceral e dermatites. O Tiabendazol pode ser encontrado na forma de pomada, loção, sabonete e comprimidos.

## Ver Também
- Grafiose
- Mebendazol
- Albendazol